# Nurbergen Nurłychasym
Nurbergen Nurłychasymuły Nurłychasym (kaz. Нұрберген Нұрлыхасымұлы Нұрлыхасым; ur. 25 marca 2000 w Astanie) – kazachski kolarz szosowy.

## Osiągnięcia
Opracowano na podstawie:
2017
- 2. miejsce w mistrzostwach Kazachstanu juniorów (start wspólny)

2018
- 3. miejsce w mistrzostwach Kazachstanu juniorów (start wspólny)

2021
- 1. miejsce w mistrzostwach Kazachstanu do lat 23 (start wspólny)

## Rankingi
| Rok           | 2021 | 2022 |
| ------------- | ---- | ---- |
| World Ranking | 882. | 898. |
| UCI Asia Tour | 27.  | 52.  |
|               |      |      |
| Źródło: UCI   |      |      |